# Comuna Andreeni, Cetatea Albă
Andreeni (în ucraineană Андріївка, transliterat: Andriivka) este o comună în raionul Cetatea Albă, regiunea Odesa, Ucraina, formată din satele Andreeni (reședința) și Rozkișne.

## Demografie
Componența lingvistică a comunei Andreeni
     Ucraineană (88,73%)
     Rusă (10,76%)
     Alte limbi (0,51%)
Conform recensământului din 2001, majoritatea populației comunei Andreeni era vorbitoare de ucraineană (88,73%), existând în minoritate și vorbitori de rusă (10,76%).